# Ophryosporus serratifolius
Ophryosporus serratifolius là một loài thực vật có hoa trong họ Cúc. Loài này được (Kunth) B.L.Rob. mô tả khoa học đầu tiên năm 1930.